# Evangelische Schule Steglitz
Die Evangelische Schule Steglitz (kombinierte Grundschule, Oberschule und Gymnasium) (ESS) ist ein konfessionell getragene Schule im Ortsteil Steglitz-Zehlendorf im Südwesten Berlins. Träger der Schule ist die Schulstiftung der Evangelischen Kirche Berlin-Brandenburg-Schlesische Oberlausitz (EKBO). Die musisch-sprachlich geprägte Schule wurde 1948 gegründet.

## Schulprogramm
„Aus der Vergangenheit lernen – Gegenwart gestalten – Zukunft vorbereiten.“ lautet der Untertitel des Schulprogramms. Das Schulprogramm wurde in der vorliegenden Form von der Schulkonferenz am 17. Juni 2015 beschlossen.

### Unterricht und Fächer
Die Schule wird zweizügig geführt, bei einer durchschnittlichen Klassenstärke von 26 Schülern. Jede Klasse wird von einem pädagogischen Team von einem Klassenlehrer, einem Co-Lehrer und einem Klassenerzieher geführt.
Evangelische Religionslehre ist ordentliches Schulfach, welches nicht abgewählt werden kann.
Es werden die Fremdsprachen Englisch und Französisch unterrichtet. Beide stehen ab Klasse 4 zur Wahl als erste Fremdsprache. Erster spielerischer Kontakt zu den Fremdsprachen ist ab Klasse 2 Teil des Unterrichts.
In den elften Klassen der Gymnasialen Oberstufe wird das Fach Nachhaltigkeit – Bewahrung der Schöpfung mit 90 Minuten pro Woche unterrichtet. Dabei werden Themen wie Wiederverwendbarkeit, Umweltschutz und weiteres besprochen, sowie bearbeitet, als Engagement für eine gerechtere Welt.

### Digitalisierung
Alle Klassenräume sind mit interaktiven Whiteboards, ⁣⁣mit Kameras sowie Internetanschlüssen ausgestattet.
Ab Klassenstufe 4 wird IT und Technik in halber Klassenstärke im Wechsel zu Werken unterrichtet.
Die Nutzung von digitalen Medien, Aufklärung über Risiken und Vermittlung von Medienkompetenz sind Themen, mit denen sich die AG Digitalisierung beschäftigt. Auch organisiert die AG Fachvorträge zur Medienerziehung für Eltern und Schüler.

## Inklusion und Förderung

### Inklusion
Seit 1990 integriert die Evangelische Schule Steglitz entsprechend § 5 Absatz 4 des kirchlichen Schulgesetzes Behinderte, von Behinderung bedrohte Kinder und Jugendliche sowie Schüler mit Teilleistungsstörungen in den Unterricht und in das Schulleben.
Der voraussichtlich 2021 fertiggestellte Neubau für die Grundschule wird barrierefrei gestaltet sein. Eine Sanierung des Altbaus hat ebenfalls dieses Ziel.

### Entdeckertag
Seit 2014 gibt der regelmäßig stattfindende Entdeckertag Schülern der 3. bis 5. Klassen, die in einzelnen Fächern besonders leistungsstark sind und eine hohe Eigenmotivation zur selbständigen Arbeit haben, die Möglichkeit zu einem selbst gewählten Thema zu forschen und ein Portfolio zu verfassen, das sie präsentieren. Die Klassenlehrer können bis zu drei Kinder ihrer Klasse vorschlagen. Diese müssen den versäumten Stoff des Klassenunterrichts selbständig nachholen können.

### Fördern und Fordern (Föfo)
Seit 2011 wird in den Klassenstufen 5 und 6 ein Konzept für das Fördern und Fordern (Föfo) angeboten. Alle Kinder werden einbezogen. Damit soll auch die mögliche Stigmatisierung einzelner Kinder mit Förderbedarf in Rechtschreiben oder Mathematik aufgehoben werden. Quartalsweise werden Arbeitsgemeinschaften gebildet, die den Fachunterricht ergänzen oder vertiefen. Die Stunden für Föfo werden aus dem Pool der Förderstunden genommen.

## Projekte

### Konfliktlotsen
Schülerinnen und Schüler der Grundschule und der Sekundarstufe sind als Konfliktlotsen tätig. Sie erhalten dafür eine einwöchige Intensiv-Ausbildung. In den großen Pausen versehen sie Pausendienste und versuchen, Konfliktsituationen zwischen Schülerinnen und Schülern aller Altersstufen zu schlichten. Betroffene Schülerinnen und Schüler können ihre Sorgen auch schriftlich mitteilen und Termine vereinbaren. Zwei entsprechend qualifizierte Lehrerinnen bilden die Konfliktlotsen aus, sind deren Ansprechpartnerinnen und stehen beratend bei regelmäßigen Treffen zur Verfügung.

### Abenteuerfahrt
In der neunten und zehnten Klasse wird eine Abenteuerfahrt angeboten. Zu dieser müssen sich motivierte Schüler bewerben, sie ist freiwillig. In der Regel ist das Ziel in fünf Tagen knapp 100 Kilometer zurückzulegen, ohne digitale Unterstützung durch Smartphones oder Navigationsgeräte. Zur Fortbewegung können die Schüler wandern, Fahrrad fahren oder rudern. Die Schüler werden in Gruppen eingeteilt und müssen ihre Reise selbständig planen und teilweise selbst finanzieren. Dazu organisieren sie im Vorfeld oft Kuchenverkäufe in der Schule. Bei der Planung sind Eckpunkte, wie Route, legale Übernachtungsmöglichkeiten, Ausstattung mit Zelten etc. mit den betreuenden Pädagogen abzustimmen.
Pädagogisches Ziel der jährlichen Abenteuerfahrt ist es, dass die Schüler sich selbst und ihre Position in einer Gruppe unter Stress kennenlernen und danach das Erlebte reflektiert aufarbeiten. Die Abenteuerfahrt wird als förderliches Werkzeug im Reifeprozess verstanden.

### Schulpreis
Mit dem jährlichen Schulpreis der Evangelischen Schule Steglitz werden Einzelpersonen oder Gruppen gewürdigt, die sich mit einem besonderen Engagement für die Evangelische Schule Steglitz, für die Schulgemeinschaft oder für gemeinschaftsförderndes Handeln verdient gemacht haben. Über die Vergabe entscheidet die Schulkonferenz in Abstimmung mit dem Vorstand des Schulvereins. Namensvorschläge mit Begründung können alle machen, die der Schulgemeinschaft angehören.

### Patenklassen
Zwischen Sekundarschul- und Grundschulklassen, aber auch zwischen älteren und jüngeren Grundschulklassen sind Patenschaften ein besonderes Zeichen für soziales Lernen und Bereitschaft zur Übernahme sozialer Verantwortung in kleinen Schritten. Die Freude am gemeinsamen Tun und die Überraschung, wie „Kleine“ oder „Große“ sein können, werden erlebt und besprochen. Patenschaften sind stets auf beiden Seiten freiwillig und längerfristig.

## Neubau

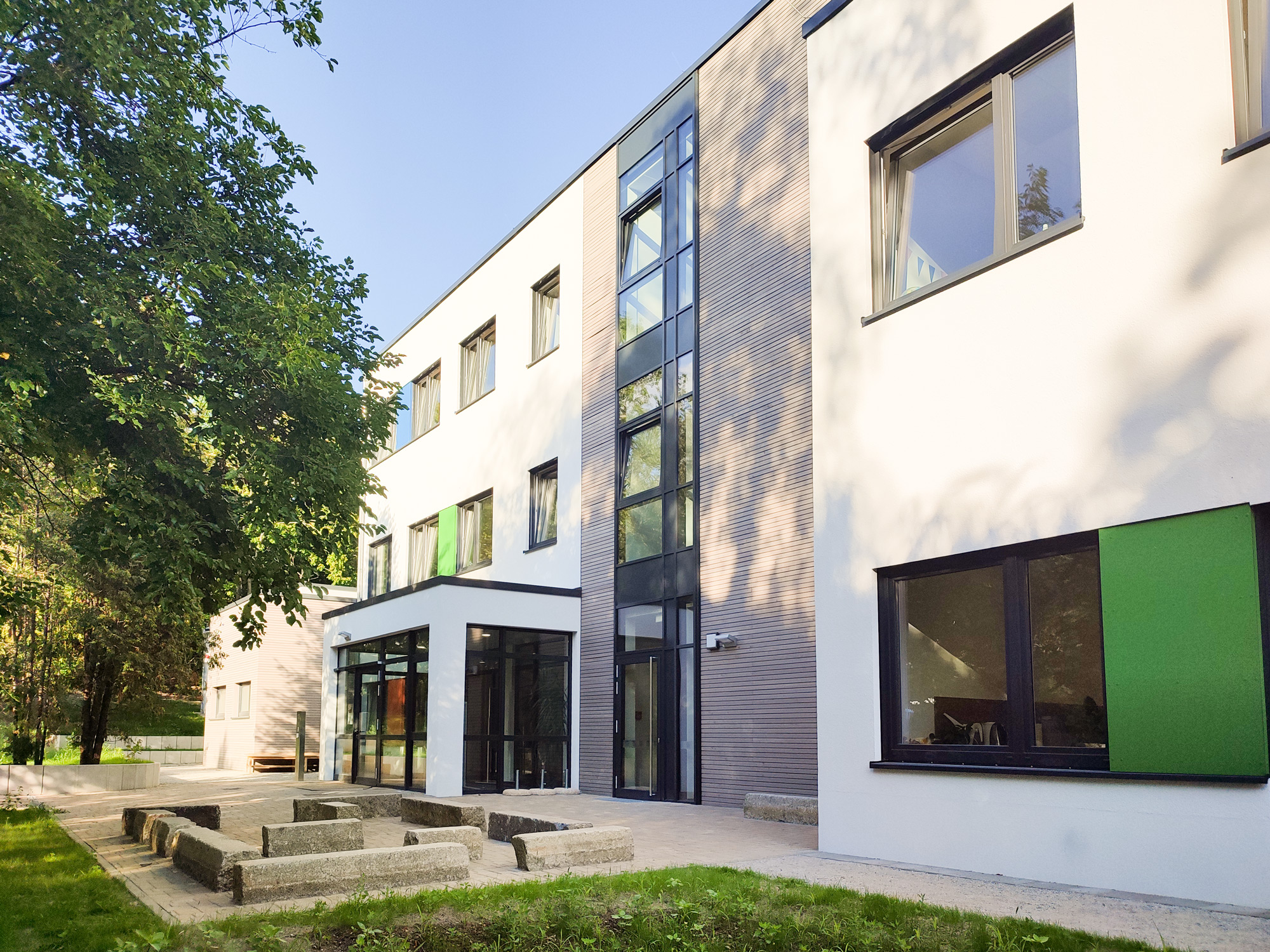
Haupteingang des Neubaus der Evangelischen Schule Steglitz

Ein barrierefreier Neubau auf dem Gelände des ehemaligen Horts wurde für die Bedürfnisse der Grundschule gebaut. Fertigstellung war im Sommer 2022. In den Räumlichkeiten ist ebenfalls der Hort der Schule untergebracht, was die ineinander greifende Arbeit von Schule und Ganztagsbetreuung verstärkt.
Das neue Schulhaus mit einer Grundfläche von 2.500 m² für vier Millionen Euro nimmt rund 260 Grundschüler und Hortkinder der Klassenstufen 1–5 auf. Die sechsten Klassen lernen bereits mit der Sekundarstufe im Altbau. Ergänzt wird der Bau durch eine Mehrzweckhalle.

## Förderverein
2007 wurde der „Schulverein Evangelische Schule Steglitz e. V.“ von der damaligen Rektorin, Marie-Rose Zacher, sowie engagierten Eltern und Lehrern gegründet. Er finanziert sich über die Mitgliedsbeiträge und Spenden. In Anlehnung an das Leitbild der Schule unterstützt der Schulverein die ineinander greifende Arbeit von Eltern, Lehrern, Erziehern und Schülern in finanzieller Form zum Allgemeinwohl der Schule.
Der Schulverein ist der Betreiber des Schulcafés und stiftet den jährlichen Schulpreis.

## Besonderheiten
- Vier Schüler der Evangelischen Schule Steglitz traten 2016 ihren Dienst als Berliner Schülerbischöfe an. Gemäß dem Thema der Schülerbischöfe haben sich alle 21 Klassen der Ev. Schule Steglitz mit einem Projekt zum Thema „Jung und Alt“ befasst.[13]
- Auf dem Gelände der Schule werden neben Kaninchen und Zwerghühnern auch mehrere Bienenvölker gehalten.[14]
- Monatlich stattfindende Andachten gestalten und führen die Klassen abwechselnd durch.[5]
- Partnerschule, mit welcher regelmäßig Schüleraustauschprogramme durchgeführt werden, ist die Evangelische Greijdanus Oberschule Hardenberg in den Niederlanden.[15]
- Die Schule trägt den Titel Umweltschule in Europa/Internationale Nachhaltigkeitsschule 2022, verliehen von der internationalen Stiftung für Umwelterziehung.[16]